# Hawa (Mythologie)
Hawa (von hebräisch חַוָּה, ḥawwāh oder cḥawwah ([χaˈva] oder [ħaˈva]), ‚die Belebte‘) ist die Urfrau und Abbild der bösen Ruha bei den Mandäern.
Ptahil schuf sie als Gefährtin des Adam pagria, mit dem sie zusammen das menschliche Urpaar bildet. Sie entsprechen damit dem jüdischen und christlichen Urpaar Adam und Eva.